# Футбольная лига Гвианы
Футбольная лига Гвианы (фр. Ligue de Football de la Guyane) — футбольная ассоциация, руководящий футбольный орган во Французской Гвиане. Объединяет футбольные клубы Гвианы, организует национальные соревнования и международные матчи сборной Французской Гвианы. Является полноправным членом Карибского футбольного союза и КОНКАКАФ (с 2013 года), но не является членом ФИФА.

## История
Основана 18 октября 1962 года. С 27 апреля 1963 года входит в Федерацию футбола Франции. В 1991 году стала ассоциированным членом КОНКАКАФ. Полноправным членом стала в апреле 2013 года.
Поскольку лига не является членом ФИФА, футболисты, ранее представлявшие на международном уровне сборную Гвианы, могут впоследствии играть за сборную Франции в официальных турнирах, организованных ФИФА или УЕФА.